# Demokraci (Słowacja)
Demokraci (słow. Demokrati) – słowacka partia polityczna o profilu konserwatywno-liberalnym i proeuropejskim. Do 2023 działała pod nazwą Razem – Demokracja Obywatelska (słow. SPOLU – občianska demokracia, SPOLU).

## Historia
Tworzenie nowego ugrupowania zapowiedział w 2017 Miroslav Beblavý, który w poprzednim roku opuścił ugrupowanie Sieć, protestując przeciwko udziałowi w koalicji rządowej. Dołączył do niego m.in. Jozef Mihál, poprzednio działacz Wolności i Solidarności. Na pierwszym zjeździe w kwietniu 2018 Miroslav Beblavý objął funkcję przewodniczącego nowej formacji.
Przed wyborami prezydenckimi w 2019 partia poparła na początku Roberta Mistríka, a po jego rezygnacji opowiedziała się za Zuzaną Čaputovą, która ostatecznie wybory wygrała. Do wyborów europejskich w tym samym roku SPOLU poszło w koalicji z Postępową Słowacją. Sojusz zajął pierwsze miejsce z wynikiem 20,11% głosów i 4 mandatami w Parlamencie Europejskim IX kadencji, z których 2 przypadły kandydatom SPOLU.
W wyborach do Rady Narodowej w 2020 SPOLU tworzyło ponownie koalicję wyborczą z PS. Lista ta otrzymała 6,96% głosów, nie przekraczając wynoszącego 7% progu wyborczego dla koalicji. W konsekwencji tej porażki Miroslav Beblavý ogłosił swoją rezygnację z funkcji przewodniczącego i wycofanie się z działalności politycznej. W kwietniu 2020 na czele partii stanął Juraj Hipš, we wrześniu 2021 zastąpił go deputowany Miroslav Kollár.
W styczniu 2023 ogłoszono przekształcenie ugrupowania w formację Modrá koalícia. Jednym z jej liderów został były premier Mikuláš Dzurinda, który jednak wkrótce wycofał się z tej inicjatywy. W marcu 2023 przedstawiono nowy projekt powstały na bazie partii – stronnictwo Demokraci. Na jego czele stanął urzędujący premier Eduard Heger (który opuścił OĽaNO), dołączyło do niego także czterech ministrów z jego gabinetu. W maju 2023 rząd Eduarda Hegera z udziałem ministrów należących do Demokratów zakończył urzędowanie. W wyborach w tym samym roku ugrupowanie z wynikiem 2,9% nie przekroczyło wyborczego progu. W grudniu 2023 nowym przewodniczącym formacji został Jaroslav Naď.